# Andrés Jiménez
Andrés Jiménez Fernández (Carmona, 6 giugno 1962) è un ex cestista spagnolo.

## Carriera
Con la Spagna ha disputato tre edizioni dei Giochi olimpici (Los Angeles 1984, Seul 1988, Barcellona 1992), quattro dei Campionati mondiali (1982, 1986, 1990, 1994) e cinque dei Campionati europei (1983, 1985, 1987, 1989, 1993).

## Palmarès
- Campionato spagnolo: 7

Barcellona: 1986-87, 1987-88, 1988-89, 1989-90, 1994-95, 1995-96, 1996-97
- Copa del Rey: 4

Barcellona: 1987, 1988, 1991, 1994
- Supercoppa spagnola: 3

Joventut Badalona: 1985, 1986
Barcellona: 1987
- Liga catalana: 3

Barcellona: 1989, 1993, 1995
- Copa Príncipe de Asturias: 1

Barcellona: 1988
- Coppa Korać: 1

Barcellona: 1986-87
- Supercoppa europea: 1

Barcellona: 1986